# Big & Beautiful
Big & Beautiful è il terzo album del gruppo hip hop The Fat Boys. L'album è pubblicato il 6 maggio 1986 ed è distribuito dalla Sutra Records.

## Recensioni
| Recensione | Giudizio |
| ---------- | -------- |
| AllMusic   | [ 1 ]    |

Ron Wynn assegna due stelle su cinque album, recensendolo negativamente: «il treno inizia a deragliare per i Fat Boys con il loro terzo album. È il primo a non diventare disco d'oro. [...] Faranno un breve ritorno il prossimo anno alimentato dal film Disorderlies, ma la fine è vicina per il trio.»

## Tracce
1. Sex Machine – 4:46 (musica: Dave Ogrin)
2. Got For It – 4:33 (musica: Fresh Gordon, Mark Morales)
3. Breakdown – 4:12 (musica: The Latin Rascals)
4. Double-O Fat Boys – 5:01 (musica: Dave Ogrin)
5. Big & Beautiful – 4:25 (musica: Dave Ogrin)
6. Rapp Symphony (In C-Minor) – 4:01 (musica: Fresh Gordon, Mark Morales)
7. Beat Box, Pt III – 4:12 (musica: Damon Wimbley, Darren Robinson, Dave Ogrin, Mark Morales)
8. In the House – 4:12 (musica: Dave Ogrin, Fresh Gordon, Mark Morales)
9. Beat Box Is Rockin' – 3:36 (musica: Dave Ogrin, Gary Rottger Co-produttore.)

Durata totale: 38:58

## Classifiche

### Classifiche settimanali
| Classifica (1986)         | Posizione massima |
| ------------------------- | ----------------- |
| Stati Uniti               | 123               |
| US Top R&B/Hip-Hop Albums | 10                |